# Jack PC
Jack PC är troligtvis den minsta serietillverkade datorn någonsin, den tillverkas av Chip PC Technologies som har lyckats krympa ner en hel tunn klient till endast en krets, vilken tillsammans med kontakter för ström, ljud, grafik och USB-portar ryms i ett nätverksuttag. Den drar så litet som 5 watt och kostar ca 2000:-